# Nicolas Cugnot d'Aubigny
Pour les articles homonymes, voir Cugnot.
Nicolas Cugnot d'Aubigny, né le 16 février 1745 à Paris où il est mort le 1er novembre 1821, est un général français de la révolution et de l’Empire.

## Biographie
En 1789, il est capitaine de cavalerie au régiment de Bretagne puis colonel en 1792. Le 14 avril 1794, il est promu général de brigade et on le retrouve commandant de la ville de Valenciennes. Le 12 décembre 1803, il est fait chevalier de la Légion d'honneur, et le 14 juin 1804, il est fait officier du même ordre.
Le 18 février 1808, il est élu député d'Eure-et-Loir au Corps législatif jusqu'au 1er juillet 1813.
En 1810, il est fait chevalier de l'Empire et le 12 avril 1813 baron de l'Empire. Le 25 novembre 1814, il est promu lieutenant général à titre honoraire.

## Armoiries
| Armoiries | Nom du chevalier et blasonnement |
| --------- | --- |
|           | Chevalier Nicolas Cugnot d'Aubigny et de l'Empire, lettres patentes du 23 juin 1810. Parti au premier d'azur au cygne nageant d'argent, au comble de gueules chargé d'une étoile d'argent, entre deux besans d'or ; au deuxième d'argent à l'écusson de gueules chargé en abyme d'une comète d'or, au comble du second, à l'orle de huit billettes d'azur ; champagne de gueules du tiers de l'écu, au signe des chevaliers - Livrées : rouge, jaune, blanc. |

| Figure | Nom du baron et blasonnement |
| ------ | --- |
|        | Armes du baron Nicolas Cugnot d'Aubigny et de l'Empire, décret du 29 mars 1813, lettres patentes du 12 avril 1813, officier de la Légion d'honneur Écartelé au premier et quatrième d'azur au cygne nageant d'argent, surmonté d'un comble de gueules, chargé d'une étoile d'argent entre deux besans d'or ; au deuxième des barons tirés de l'armée ; au troisième d'argent chargé en abîme d'un écusson de gueules, à la cornette d'or, surmontée d'un comble du même, accompagné de huit billettes d'azur posées en orle - Livrées : les couleurs de l'écu. |

## Sources
- Alain Pigeard, Dictionnaire Napoléon.
- « Nicolas Cugnot d'Aubigny », base Léonore, ministère français de la Culture
- « Nicolas Cugnot d'Aubigny », sur Sycomore, base de données des députés de l'Assemblée nationale
- Vicomte Révérend, Armorial du premier empire, tome 1, Honoré Champion, libraire, Paris, 1897, p. 263.
- « La noblesse d’Empire » (consulté le 11 mai 2015)